# 128608 Chucklove
128608 Chucklove este o planetă minoră (asteroid) din centura de asteroizi. A fost descoperită pe 21 august 2004 la Catalina Station⁠(d) de Catalina Sky Survey. 
Obiectul prezintă o orbită caracterizată de o semiaxă mare de 2,3007551033659 UAi, o excentricitate de 0,1, o înclinație de 2,7 ° în raport cu ecliptica.